# 熊子臣
熊子臣（1540年—？），字國良，號應川，江西瑞州府新昌縣人，明朝政治人物。

## 生平
嘉靖四十三年（1564年）甲子科江西鄉試第五十三名舉人。嘉靖四十四年（1565年）中式乙丑科會試第三百七十三名，三甲第七十名進士。礼部观政，本年六月授扬州府儒学教授，隆慶元年（1567年）主考河南鄉試，九月升国子监博士，二年九月升监丞，三年十月升工部主事，万历元年（1573年）正月升员外，四月升郎中，三年四月升處州府知府，八年正月升云南副使，十二月丁忧。十二年九月復除广东，十三年十一月患病致仕。

## 家族
曾祖熊東奇；祖父熊瑬；父熊以莊，累封知府；母鄒氏，累封恭人。兄尔臣、弟其臣、斯臣。